# Sedlo Rovné

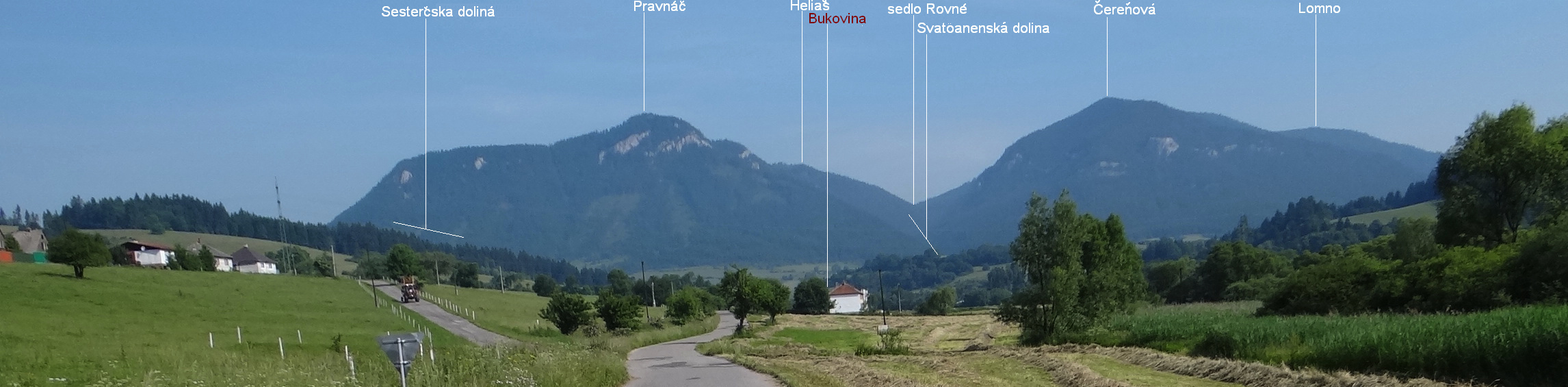
Widok na przełęcz Rovné od południowej strony

Sedlo Rovné (pol. przełęcz Równie; 1035 m n.p.m.) – przełęcz w grupie Prosiecznego w Górach Choczańskich w Centralnych Karpatach Zachodnich na Słowacji.
Szerokie siodło przełęczy oddziela szczyt Heliasz na zachodzie od masywu Łomów na wschodzie. Na południe spod przełęczy opada Dolina Liptowskiej Anny, na północ – dolinka jednego z potoków, tworzących źródłową część Doliny Sesterskiej. Siodło przełęczy pokrywa rozległa polana.
Przez przełęcz wiedzie kamienista, leśna droga z Doliny Liptowskiej Anny do Malatyny.
Przełęcz osiągalna jest pieszo ze wsi Liptowska Anna w 1 h 15 min lub z Malatyny w 1 h. Grzbietem przez przełęcz biegnie zielono znakowany szlak turystyczny:
 na południowy zachód na szczyt Prawnacza przez Eliasz – 1 h (z powrotem 45 min);
 na wschód na szczyt Łomów – 45 min (z powrotem 30 min).